# グッドラックシティ
『グッドラックシティ』は、関川夏央の原作を谷口ジローが作画した日本の漫画作品である。

## 概説
講談社のコミックモーニングで1982年から1984年にかけて発表された5篇から成る連作である。このうち、『グッドラックシティ in PARIS つかの間の恋 BRIEF ENCOUNTER』と『グッドラックシティ in HONGKONG 海景酒店 HOTEL HARBOOUR VIEW』の2篇は1990年に英訳され、谷口ジロー作品の外国語訳出版の最初の例となった。

## あらすじ
命を狙われる男と、女暗殺者の物語。

## 初出
講談社の『コミックモーニング』で不定期に掲載された。
- グッドラックシティ - 『コミックモーニング』第1巻第1号（1982年9月9日号）から第1巻第6号（1982年11月18日号）に掲載[注 1][2]。
- グッドラックシティ in HONGKONG 海景酒店 HOTEL HARBOOUR VIEW - 『コミックモーニング』第2巻第3号（1983年1月27日号）に掲載[2]。
- 迷子通りのレストラン The RESTAURENT ON “LOS NIÑOS PERDIDOS”  - 『コミックモーニング』第2巻第11号（1983年5月19日号）に掲載[2]。
- グッドラックシティ in PARIS つかの間の恋 BRIEF ENCOUNTER - 『コミックモーニング』第2巻第18号（1983年9月1日号）・第2巻第19号（1983年9月15日号）、講談社、『海景酒店』に所収[2]。
- グッドラックシティ 東京式殺人 - 原作：アラン・ソーモン、潤色：関川夏央、『コミックモーニング』第3巻第28号（1984年11月1日号）に掲載[注 2][2]。

## 単行本
英語、イタリア語、スペイン語、中国語及びドイツ語に翻訳されている。
日本語
単行本化の際に、「グッドラック・シティ」を除く各副題が、「海景酒店」、「迷子通りのレストラン」、「つかの間の恋」、「東京式殺人」に改められ、「海景酒店」が標題作品となった。
- 『海景酒店』双葉社、東京、1986年1月14日。
- 『海景酒店』（新装版）双葉社、東京、2015年4月。ISBN 978-4-575-30856-3。[6]

英語
「海景酒店」及び「つかの間の恋」の2篇のみが所収されている。
- Hotel Harbour View (VIZ Spectrum Editions ed.). California: Viz Communications. (1990-10). ISBN 0-929279-40-9[8]

イタリア語
1992年の版は、「海景酒店」及び「つかの間の恋」の2篇のみが所収されている。
- Hotel Harbour View. Viterbo: Edizioni Play Press. (1992)
- Tokyo killers. Modena: Panini Comics. (1998)
- Tokyo killers. Planet manga. Modena: Panini Comics. (2011-09-09). ISBN 978-88-6589293-0
- Tokyo killers. Jiro Taniguchi Deluxe Collection. Panini Comics. (2021-09-30). ISBN 978-88-2876184-6[9]

スペイン語
1993年の版は、1990年の英語版からの重訳で、英語版と同じく「海景酒店」及び「つかの間の恋」の2篇のみが所収されている。
- Hotel Harbour View. Barcelona: Planeta DeAgostini. (1993-04). ISBN 84-395-2619-9[11]
- Hotel Harbour View. Barcelona: Planeta Cómic. (2017-03-21). ISBN 978-84-9146-087-9[12]

中国語
- 『海景酒店』長鴻出版社、台南、1994年5月。ISBN 957-675-731-2。

ドイツ語
- Tokio Killers. Hamburg: Schreiber & Leser. (2017). ISBN 978-3-946337-52-2[13]

## 脚註

### 註釈
1. ↑  『グッドラックシティ』は全編カラーで作画し、1回数頁ずつ掲載する実験的作品だったが、第6回で連載は打ち切られた。
2. ↑  『グッドラックシティ 東京式殺人』は、バンド・デシネ作家のヴィットリオ・ジャルディーノとアッティリオ・ミケルッツィへのオマージュとして描かれた[3]。原作者は若手日本研究家のアラン・ソーモンで、日本のヤクザを取材しフランスの著名誌『メタル・ユルラン』への掲載を目論んだが叶わず、谷口ジローに作画を依頼して日本の雑誌に掲載したと言うことになっているが、実は関川夏央と谷口ジローの悪ふざけで、アラン・ソーモンは架空の人物であり、本作の原作は関川夏央である[3][4]。